# Пержешти (Алба)
Пержешти (рум. Perjești) насеље је у Румунији у округу Алба у општини Бистра. Oпштина се налази на надморској висини од 842 m.

## Становништво
Према подацима из 2002. године у насељу је живело 15 становника, од којих су сви румунске националности.